# 1364 w polityce

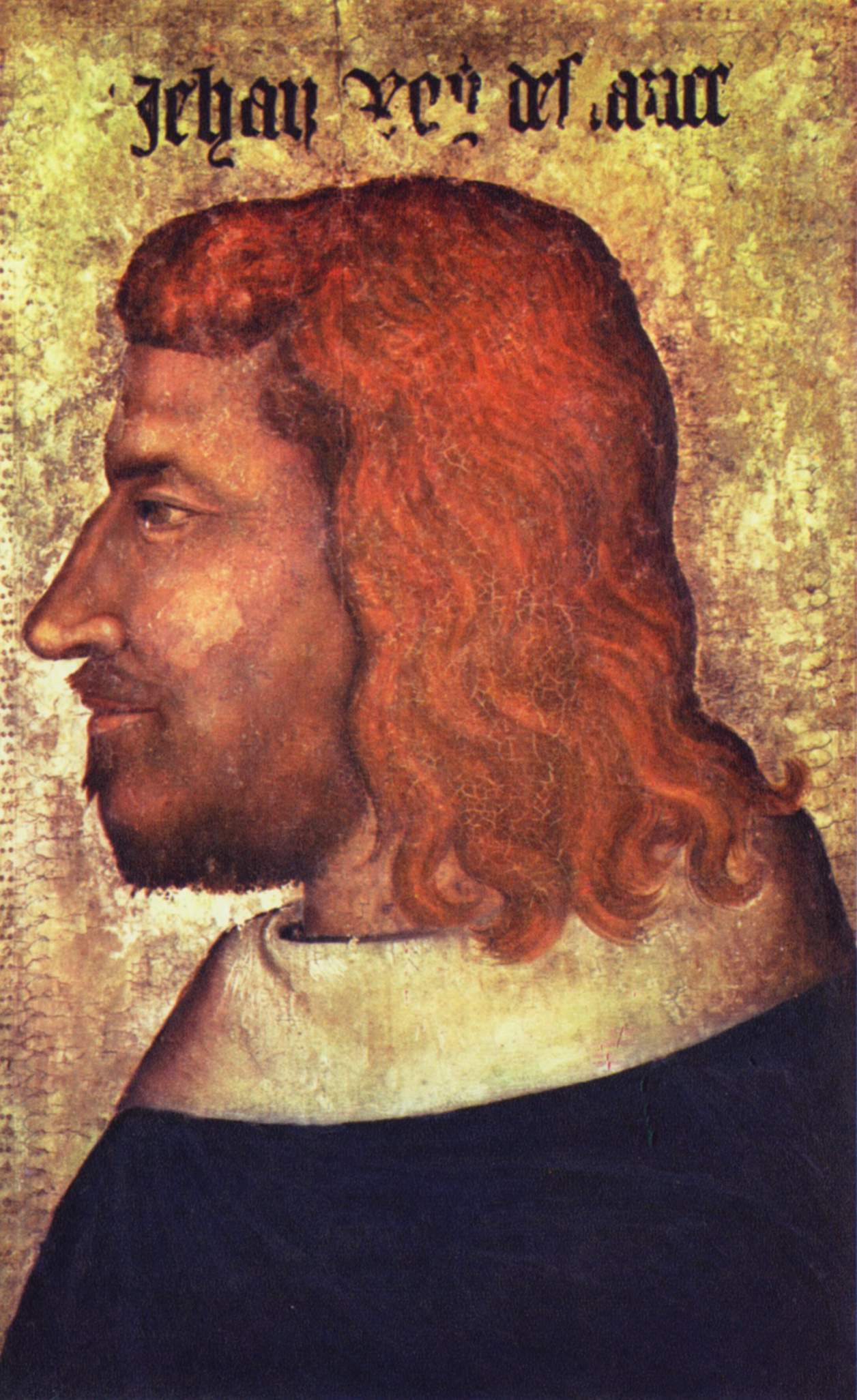
Jan II Dobry

Wydarzenia polityczne w 1364 roku.

## Wydarzenia
- 12 maja król Kazimierz III Wielki powołał do życia Akademię Krakowską, pierwszą szkołę wyższą na ziemiach polskich[1].

## Zmarli
- 8 kwietnia Jan II Dobry, król Francji[2].